# أسيتيل الأسيتون
 أسيتيل الأسيتون مركب عضوي له الصيغة C5H8O2. بنتان-4،2-ديون.